# 拉尔夫·林克斯
拉尔夫·林克斯（荷蘭語：Ralf Rienks，1997年9月23日—），荷兰男子赛艇运动员，2022年世界赛艇锦标赛男子四人单桨无舵手铜牌得主、2024年夏季奥林匹克运动会男子八人单桨有舵手银牌得主。